# Hussain Shah Syed
Hussain Shah Syed (in urdu سيد حسين شاه‎?; Lyari, 14 agosto 1964) è un ex pugile pakistano della categoria dei pesi medi.
Cresciuto senza fissa dimora, Shah cominciò ad allenarsi per strada usando la spazzatura come sacco.
In carriera vinse il bronzo ai Giochi olimpici di Seul 1988, diventando il secondo atleta pakistano a vincere una medaglia olimpica a livello individuale dopo il lottatore Muhammad Bashir, argento a Roma 1960.
In carriera vanta anche l'argento ai Giochi asiatici di Seul 1986, un oro ed un argento ai Campionati asiatici di pugilato dilettanti e cinque ori nelle prime cinque edizioni dei Giochi dell'Asia meridionale.
Sulla sua vita é stato prodotto un film omonimo, distribuito nel 2015, scritto e diretto da Adnan Sarwar.

## Palmarès
- Giochi olimpici

Seul 1988: bronzo nei pesi medi
- Giochi asiatici

Seul 1986: argento nei pesi medi.
- Campionati asiatici di pugilato dilettanti

Kuwait City 1987: oro nei pesi medi.
Pechino 1989: argento nei pesi medi.
- Giochi dell'Asia meridionale

Kathmandu 1984: oro nei pesi medi.
Dacca 1985: oro nei pesi medi.
Calcutta 1987: oro nei pesi medi.
Islamabad 1989: oro nei pesi medi.
Colombo 1991: oro nei pesi medi.